# Hexabranchus morsomus
Hexabranchus morsomus is een naaktslak die in de zee leeft. De soort komt voor in de Caraïbische Zee.